# Nguyễn Mạnh Tường (luật sư)
Nguyễn Mạnh Tường (1909 – 1997) là một luật sư, nhà giáo dục, nhà nghiên cứu văn học Việt Nam. Năm 23 tuổi (1932) ông đỗ liên tiếp hai bằng Tiến sĩ tại Pháp, được khen ngợi là một tài năng hiếm có.

## Thân thế và sự nghiệp
Nguyễn Mạnh Tường sinh ngày 16 tháng 9 năm 1909 tại phố Hàng Đào, Hà Nội, nhưng quê quán ông lại là làng Cổ Nhuế, huyện Từ Liêm, Hà nội. Cha ông là Nguyễn Căn Cát, công chức.

### Đi học, đỗ hai bằngTiến sĩởPháp
Ông học tiếng Pháp từ nhỏ, trước học trường Paul Bert, sau học Trường Albert Sarraut, Hà Nội.
Năm 1926, ông đỗ Tú tài triết học (16 tuổi), hạng ưu, được học bổng sang Pháp học Luật và Văn chương tại Trường đại học Tổng hợp Montpellier (1927). Năm 1929, ông đỗ Cử nhân văn chương, và năm sau đỗ Cử nhân Luật (1930).
Tiếp theo, ông dự định thi tuyển Thạc sĩ (concours d'Agrégé) để dạy học, nhưng vì quốc tịch Việt Nam nên không được thi. Sau đó, ông sửa soạn làm luận án Tiến sĩ quốc gia (doctorat d'état). Trong thời gian làm luận án, ông thực tập luật sư tại toà Phúc thẩm Montpellier.
Tháng 5 năm 1932, ông bảo vệ luận án Tiến sĩ Luật, với luận án chính: L'Individu dans la vieille cité annamite (Cá nhân trong xã hội Việt Nam cổ) và luận án bổ túc: Essai de synthèse sur le Code de Lê (Tổng luận về luật đời Lê). Tháng 6 năm 1932, ông bảo vệ luận án tiến sĩ văn chương với luận án chính: Essai sur la valeur dramatique du théâtre d'Alfred de Musset (Giá trị bi kịch trong tuồng của A. Musset) và luận án bổ túc: L'Annam dans la littérature française, Jules Boissières (Việt Nam trong các tác phẩm của Jules Boissières.
Ca ngợi thành tựu kiệt xuất này, ngày 29 tháng 5 năm 1932, nhật báo Le petit Meridional xuất bản ở thành phố Montpellier đã đăng bài diễn văn của Chủ tịch Hội đồng giám khảo trường Đại học của thành phố, nhận xét về luận án của một nghiên cứu sinh Việt Nam, trong đó có câu mang tính ngoại lệ: "Luận văn của Ngài quả là một tác phẩm pháp lý, hơn nữa còn là một tác phẩm pháp lý và văn học. Nền tảng của tác phẩm thật là vững vàng và không hề có một lời chỉ trích nào. Cả hình thức cũng thật xán lạn... Công trình nghiên cứu của Ngài thực sự là một tác phẩm văn học hoàn chỉnh"....
Sau này, trong Từ điển văn học (bộ mới), GS. Nguyễn Huệ Chi cũng đã viết rằng: "Việc ông đỗ hai bằng Tiến sĩ trong cùng một năm được báo chí Pháp lúc bấy giờ rất ca ngợi, vì ngay đến người Pháp kể từ khi có học vị này cũng chưa một ai mới ở tuổi 23 đã giật được "lưỡng khoa Tiến sĩ".
Tháng 9 năm 1932, ông về nước nhưng không nhận một chức vụ gì của chính quyền thuộc địa, vì vậy nên họ tìm cách gây khó khăn cho ông.
Ở nhà được khoảng ba tháng, ông trở lại Pháp. Mấy năm sau đó, ông đi du lịch và nghiên cứu các nước châu Âu: Tây Ban Nha, Ý, Hy Lạp, Thổ Nhĩ Kỳ, Ai Cập,...Trong khoảng thời gian này ông viết được bốn cuốn sách bằng tiếng Pháp.

### Về nước, hoạt động

#### Từ1936đến1954
Năm 1936, về nước, Nguyễn Mạnh Tường dạy văn chương Pháp ở trường Bảo hộ (Lycée du Prétectorat, tức trường Bưởi, sau này là Chu Văn An) và trường Cao đẳng Công Chánh ((École Supérieure des Travaux Publics). Theo lời ông kể thì đây "là quãng một thời gian hạnh phúc của đời tôi". Ngoài ra, theo Thụy Khuê, trong khoảng thời gian này, ông học thêm chữ nho và văn chương cổ điển Việt, tham gia phác họa cuốn Việt Nam Văn Phạm (với nhóm Bùi Kỷ, Trần Trọng Kim), hợp tác làm Việt Nam Tự điển (với nhóm Khai Trí Tiến Đức), và còn làm phụ tá cho Thị trưởng Hà Nội.
Sau Cách mạng tháng Tám (1945), Trường Đại học Văn Khoa được thành lập, ông được cử dạy Khoa Văn chương Phương Tây.
Tháng 4 năm 1946, ông được Chủ tịch Hồ Chí Minh cử vào phái đoàn Chính phủ Việt Nam Dân chủ Cộng hòa dự Hội nghị trù bị Đà Lạt. Kết thúc Hội nghị, trở lại Hà Nội, bỗng râm ran tin đồn là ông "phản bội". Luật sư Nguyễn Mạnh Tường kể:
"Sau Hội nghị, D’Argenlieu có tổ chức tiệc trà tiễn đoàn. Một sĩ quan hầu cận Pháp đến nói: Thủy Sư Đô đốc muốn gặp riêng Ngài. Tôi nói: Tôi chưa hân hạnh được quen biết Ngài Thủy Sư Đô đốc. Có anh em nói: Nó mời thì anh cứ đi, tôi đi xuyên qua phòng họp, đông khoảng một trăm người, đến gặp nó, chỉ toàn nói chuyện xã giao vớ vẩn. Thế mà khi về Hà Nội, có dư luận nói: "Tường là tay trong của Pháp, Tường phản quốc". Hoàng Xuân Hãn tức, đến gặp Võ Nguyên Giáp, dư luận mới được dập tắt."
Năm 1946, ông đang biện hộ cho thân chủ ở Hải Phòng thì toàn quốc kháng chiến bùng nổ. Sau đó, ông lên Việt khu Việt Bắc, rồi vào Liên khu III và IV, được cử làm Luật sư tại các Tòa án quân sự, Tòa án đại hình và là thành viên Ban Giám đốc Trường dự bị đại học.
Năm 1951 ông tham gia Đảng Xã hội Việt Nam.
Năm 1952, ông được cử đi dự Hội nghị bảo vệ Hòa Bình châu Á – Thái Bình Dương ở Bắc Kinh (Trung Quốc). Ba tháng sau đi dự Đại hội Hòa Bình Thế giới ở Vienne (Áo).
Ngày 7 tháng 5 năm 1954, Chiến dịch Điện Biên Phủ thắng lợi, ông về lại Hà Nội, tiếp quản trường Đại học Luật và Đại học Sư phạm, rồi được cử làm Giám đốc Đại học Luật, Phó Giám đốc Đại học Sư Phạm, và được bầu làm Chủ tịch Hội đồng Luật sư Hà Nội. Cũng trong khoảng thời gian này, ông được phong Giáo sư, và tham gia giảng dạy tại các Trường đại học Văn khoa, Sư phạm, Tổng hợp Hà Nội....

#### Từ1954đến khi mất

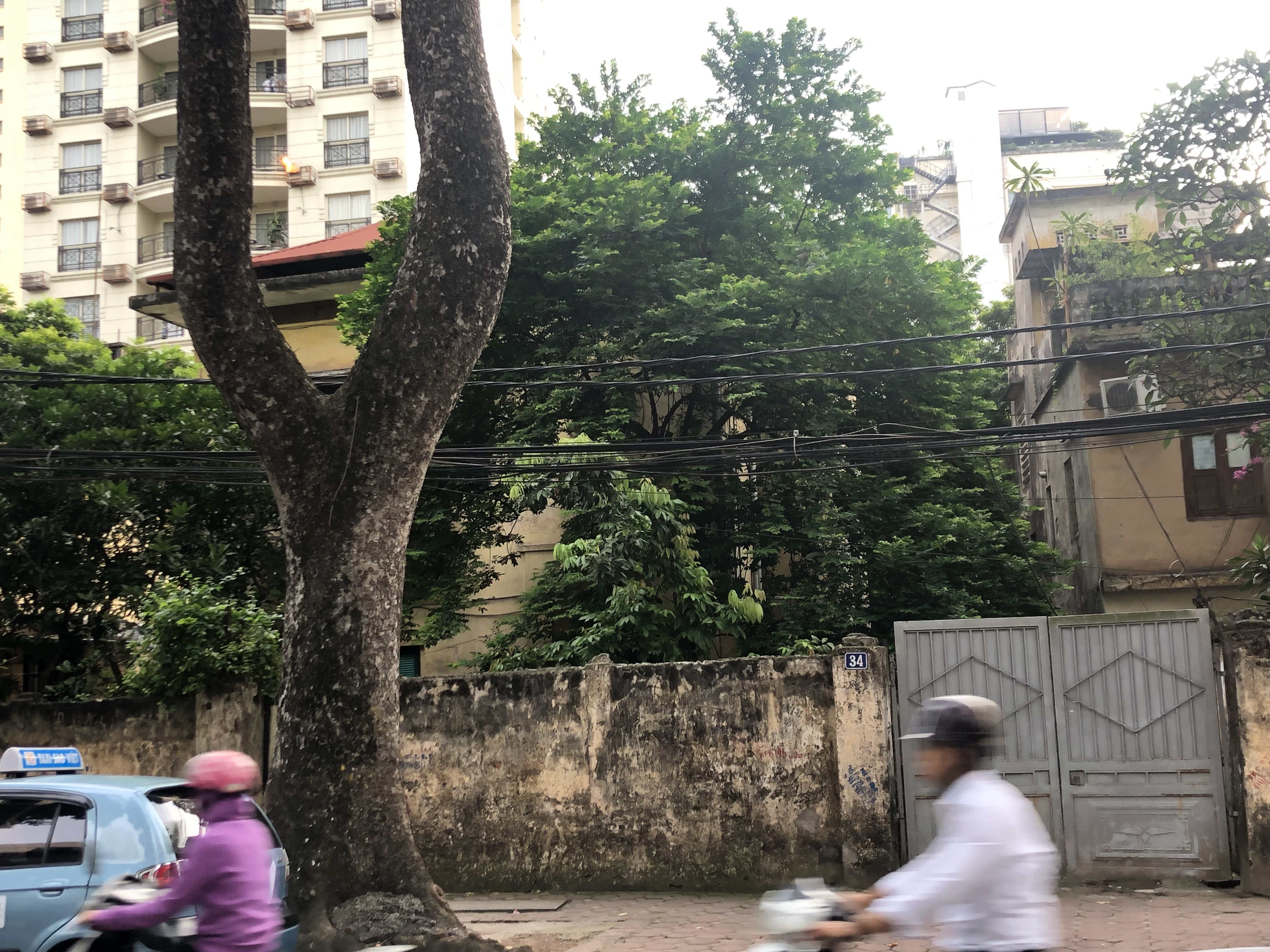
Nhà riêng

Vào những năm 1953-1956, miền Bắc Việt Nam tiến hành Cải cách ruộng đất. Theo ông, kể từ "1957 là thời kỳ đen tối của cuộc đời tôi". Luật sư Nguyễn Mạnh Tường kể: 
"Ở Hội nghị của Mặt trận Tổ Quốc, họp ở Hà Nội ngày 30 tháng 10 năm 1956, sau khi ông Trường Chinh, thay mặt Đảng Lao động Việt Nam (nay là Đảng Cộng sản Việt Nam), tự phê bình về các sai lầm đã phạm trong Cải cách ruộng đất, tôi đọc bản tham luận Qua những sai lầm trong Cải cách ruộng đất, xây dựng quan điểm lãnh đạo. Từ góc độ một người hoạt động trong lĩnh vực luật pháp, tôi nói đến một chế độ pháp trị chân chính, một chế độ dân chủ thực sự.
"Đi Hội nghị về, Nguyễn Hữu Đang đến phỏng vấn, rồi viết bài đăng lên báo Nhân văn (của Phong trào Nhân Văn - Giai Phẩm). Tôi như thành một người "phạm pháp quả tang", bị sa thải khỏi Đại học và không được hành nghề Luật sư nữa. Từ 1957 là thời kỳ đen tối của cuộc đời tôi. Tuy vậy, tôi đã lợi dụng thời gian rảnh rỗi này để viết sách, trong đó có cuốn Lý luận giáo dục châu Âu từ thế kỷ XVI đến thế kỷ XVIII, tôi cố ý viết bằng tiếng Việt để lãnh đạo có thể đọc được"....
Sau vụ Nhân văn Giai phẩm, ông được chuyển sang làm chuyên viên nghiên cứu văn học nước ngoài tại Viện nghiên cứu phương pháp và chương trình giáo dục thuộc Bộ Giáo dục, và là cộng tác viên của nhà xuất bản Giáo dục.
Năm 1989, ông được phép sang Pháp, và lưu lại ở đó 4 tháng. Tại đây, ông cho xuất bản cuốn hồi ký bằng tiếng Pháp Un Excommunié ('Một người bị rút phép thông công', hay 'Kẻ bị khai trừ') viết về những điều trải nghiệm trong những năm ông đã sống và viết kể từ sau 1945.
Ngày 13 tháng 6 năm 1997, Luật sư Nguyễn Mạnh Tường qua đời vì tuổi già tại nhà số 34 phố Tăng Bạt Hổ, quận Hai Bà Trưng, Hà Nội, thọ 88 tuổi.

## Quan điểm
| “ | "Roumanie là Roumanie, Việt Nam là Việt Nam. Ceausescu thì so sánh thế nào được với Hồ Chí Minh. Trên đất nước Việt Nam, Đảng Cộng sản Việt Nam là mạnh nhất. Không thể lật đổ Đảng Cộng sản Việt Nam nhưng nó phải được tổ chức tại, phải sa thải bọn tham ô. Phải tập lại truyền thống Diên Hồng và lắng nghe ý kiến của nhân dân." "Chỉ có con lừa mới đá con sư tử già, người tri thức đâu phải là con lừa" "Việt Nam có giải pháp của Việt Nam. Người Việt Nam không giống người châu Âu. 1. Người Việt Nam có truyền thống Âu Cơ: cùng một mẹ đẻ ra trong trăm trứng, luôn luôn đùm bọc lẫn nhau. Các ông thấy đấy, tôi sang được Pháp chuyến này cũng là nhờ sự đùm bọc của anh em, bè bạn. 2. Người Việt Nam có truyền thống hiền hậu, lại có tư tưởng nhân nghĩa, thủy chung của Khổng Nho. 3. Người Việt Nam có truyền thống Diên Hồng: mỗi khi nước nhà gặp khó khăn, mọi người cùng nhau bàn việc cứu nước. 4. Đảng Cộng sản Việt Nam cũng có những sai lầm, nhưng không ai quên công lớn của Đảng Cộng sản Việt Nam đã lãnh đạo nhân dân giành lại độc lập, thống nhất, giải phóng dân tộc. Như vậy Việt Nam khác các nước châu Âu... " | ” |

Trong hồi ký của mình “Kẻ bị mất phép thông công” xuất bản tại Pháp năm 1992, Nguyễn Mạnh Tường đã viết về giai đoạn ông tham gia chính quyền Việt Nam Dân chủ Cộng hòa của ông Hồ Chí Minh sau năm 1954:
| “ | “…Chưa bao giờ người ta lại khinh miệt và hận thù luật lệ với một thái độ láo xược như thế. Nhà nước chỉ là bàn tay nối dài của Đảng. Người ta cấm tiệt bất cứ mọi thứ can thiệp hay ngay cả một tia mắt nhòm ngó vào hai lãnh vực Lập pháp và Tư pháp. Nguyên tắc “không thể sai lầm” và “không chịu trách nhiệm” của Đảng đã mở cửa cho biết bao chuyện kỳ quặc, bệnh hoạn, tự tung tự tác và hậu quả là đưa đến những hành động phạm pháp bởi mọi tầng cán bộ, bởi các đảng viên hay những người được Đảng nặn ra. Chưa bao giờ nhân dân lại bị đẩy vào một thế im lặng đê hèn và tai hại; không một gợi ý, đề xuất, nhận xét hay ý kiến tư vấn nào mà nhân dân có thể đưa ra cho nhà cầm quyền để cải thiện việc điều hành của Nhà nước và làm cải thiện tốt hơn cho con dân trong nước. Bất hạnh thay, những điều Luật được “bầu” ra bởi Quốc hội, các cấp Toà do chính phủ dựng nên chỉ có một và một mục đích duy nhất là bắt người dân quy phục, và tuân thủ vô điều kiện bất kể chuyện gì mà nhà cầm quyền muốn dù là chuyện ngông cuồng vô lý nhất. Mặc dù vậy, để lừa phỉnh trong nước và quốc tế họ luôn luôn ra rả không ngừng là họ vì dân và do dân…” | ” |

## Tác phẩm
Theo thống kê chưa đầy đủ, Luật sư Nguyễn Mạnh Tường đã để lại một số tác phẩm sau: 

### Tiếng Pháp
Trừ bản dịch Orestia, số còn lại đều do ông soạn (4 tác phẩm đầu là Luận án Tiến sĩ):
1. L'Individu dans la vieille cité annamite (Cá nhân trong xã hội Việt Nam thời cổ). Essai de synthèse sur le Code de Lê (Tổng luận về luật đời Lê).
2. Essai sur la valeur dramatique du théâtre d'Alfred de Musset (Giá trị bi kịch trong tuồng của A. Musset).
3. L'Annam dans la littérature française, Jules Boissières (Việt Nam trong văn chương Pháp, tác phẩm của Jules Boissières).
4. Sourires et larmes d'une jeunesse (Nụ cười và nước mắt tuổi trẻ), Revue Indochinoise, Hà Nội, 1937.
5. Construction de l'Orient-Pierres de France (Xây dựng Đông phương-Nền tảng Pháp), Revue Indochinoise, 1937.
6. Construction de l'Orient - Apprentissage de la Méditerranée (Xây dựng Đông phương-Kinh nghiệm Địa Trung Hải), Collection Tendances, Hà Nội, 1939.
7. Le voyage et le sentiment (Du hành và cảm xúc), kịch ba màn, Collection Tendances, Hà Nội, 1943.
8. Một cuộc hành trình, Minh Đức, Hà Nội, 1954.
9. Un princesse née dans une chaumière (Nàng công chúa sinh ra trong túp lều tranh), tiểu thuyết, 1978, chưa in.
10. Larmes et sourires d'une vieillesse (Nụ cười và nước mắt tuổi già), tự truyện, ba cuốn, chưa in.
11. Triptyque (Bức họa ba tấm), chưa in.
12. Un excommunié (Kẻ bị khai trừ, hay là Một người bị rút phép thông công), Quê Mẹ, Paris, 1992.
13. Malgré lui, malgré elle (Mặc hắn, mặc nàng), chưa in.
14. Partir, est ce mourir? (Đi là chết?), chưa in.
15. Une voix dans la nuit (Tiếng vọng trong đêm), tiểu thuyết về Việt Nam từ 1950 đến 1990, chưa in.
16. Palinodies (Phủ nhận), chưa in.
17. Lý luận giáo dục của châu Âu từ thế kỷ XVI đến giữa thế kỷ XVIII (Nhà xuất bản Khoa học xã hội, Hà nội, 1994, Nhà xuất bản Giáo dục tái bản, 1995),...

### Tiếng Việt
1. Lý luận giáo dục Âu châu thế kỷ XVI, XVII, XVIII, từ Erasme tới Rousseau (tên Pháp: Doctrines pédagogiques de l'Europe du XVI au XVIIIe siècle, d'Erasme à Rousseau), Nhà xuất bản Khoa Học Xã hội, Hà Nội, 1994.
2. Eschyle và bi kịch cổ đại Hy Lạp (tên Pháp: Eschyle et la tragédie grecque), Nhà xuất bản Giáo dục, Hà Nội, 1996.
3. Oresteia, bộ ba vở kịch cổ đại Hy Lạp (dịch, Nhà xuất bản Giáo dục, Hà Nội, 1997).
4. Virgile và anh hùng ca La tinh (tên Pháp: Virgile et l'épopée latine), Nhà xuất bản Khoa Học Xã hội, 1996...[3][4]

## Gia đình
Năm 1937, luật sư Nguyễn Mạnh Tường kết hôn với bà Tống Lệ Dung, và sau đó có ba con (một trai, hai gái): Nguyễn Tường Hưng, Nguyễn Dung Nghi và Nguyễn Dung Trang.